# Дванаеста ноћ
Дванаеста ноћ, позната и као Богојављенско вече, хришћански је празник последње ноћи дванаест дана Божића, који обиљежава долазак Богојављења. Различите традиције означавају датум Дванаесте ноћи као 5. јануар или 6. јануар, у зависности од тога да ли бројање почиње на Божић или 26. децембра.
Сујеверје у неким земљама енглеског говорног подручја сугерише да је несрећа оставити божићне украсе да висе после Дванаесте ноћи, што је традиција која се такође различито везује за празник Сретења (2. фебруара), Великог петка, Покладног уторка и Седамдесетнице. Популарни обичаји укључују једење краљевског колача, пјевање божићних пјесама, украшавање врата, благосиљање куће, весеље и присуствовање црквеним службима.

## Датум
У многим западним црквеним традицијама, Божић се сматра „Првим даном Божића“, а дванаест дана су дани од 25. децембра до 5. јануара, док је 5. јануара увече Богојављенско вече. У неким обичајима, дванаест дана Божића се рачуна од заласка сунца 25. децембра увече до јутра 6. јануара, што значи да дванаеста ноћ пада 5. јануара увече, а дванаести дан 6. јануара. У неким црквеним традицијама се рачунају само пуни дани, тако да се 5. јануар рачуна као једанаести дан, 6. јануар као дванаести, а вече 6. јануара се рачуна као дванаеста ноћ. У тим предањима, Дванаеста ноћ је исто што и Богојављење. Неке цркве, као што је Енглеска црква сматрају да је дванаеста ноћ предвечерје дванаестог дана (на исти начин на који Бадње вече долази прије Божића) и сматрају да је дванаеста ноћ 5. јануара. Потешкоћа може да настане и због употребе ријечи „вече“, што се дефинише као „дан или вече прије догађаја“, али код неких, посебно у застарелој употреби, могу се користити да једноставно значе „вече“ тог дана.
Брус Форбс из Уједињене методистичке цркве је написао:
Године 567. Савјет Тура је прогласио да се читав период између Божића и Богојављења треба сматрати дијелом прославе, стварајући оно што је постало познато као дванаест дана Божића, или оно што су Енглези звали Божићна сезона. За последњи од дванаест дана, који је назван Дванаеста ноћ, различите културе су развиле широк спектар додатних посебних свечаности. Варијације се протежу чак и на питање како бројати дане. Ако је Бадњи дан први од дванаест дана, онда би дванаеста ноћ била 5. јануара, уочи Богојављења. Ако је 26. децембар, дан после Божића, први дан, онда Дванаеста ноћ пада 6. јануара, на само Богојављење увече.
Енглеска црква, Мајка црква англиканске заједнице, слави Дванаесту ноћ 5. јануара и односи се на ноћ прије Богојављења, дан за који прича о рођењу говори да су мудраци посјетили дијете Исуса“.

## Поријекло и историја
Године 567. Савјет Тура је прогласио дванаест дана од Божића до Богојављења за свето и празнично вријеме и установио дужност адвентског поста у припреми за празник. Кристофер Хил и Вилијам Ј. Федерер су изјавили да је то учињено да би се ријешио административни проблем Римског царства, које је покушавало да усклади соларни јулијански календар са лунарним календарима својих провинција на истоку.
У средњовјековној и Тјудорској Енглеској, Сретење је традиционално означавало крај божићне сезоне, иако је касније Дванаеста ноћ изабрана да означи крај Божића, са новом, али повезаном сезоном Богојављења, која је трајала до Сретења. Популарна традиција Дванаесте ноћи била је да се пасуљ и грашак сакрију унутар торте за дванаесту ноћ, о чему је Алексија Маклејн написала: „човјек који пронађе пасуљ у свом парчету торте постаје краљ за ноћ, док дама која пронађе грашак у свом парчету торте постаје краљица за ноћ.“ Након тог избора, забаве Дванаесте ноћи би се настављале и укључивале су пјевање божићних пјесама, као и гозбе.

### Традиције
Храна и пиће су центар прослава у модерним временима. најтрадиционалнији обичаји су стари неколико вјекова. Пунч под називом васаил се конзумира највише током дванаесте ноћи и током Божићне сезоне, посебно у Великој Британији, а здравице од врата до врата (слично пјевању божићних пјесама) су биле уобичајене све до 1950-их. Широм свијета, специјална пецива, попут торте и краљевског колача, пеку се дванаесте ноћи, а једу следећег дана за прославу Богојављења. У енглеском и француском обичају, пекао се колач да садржи пасуљ и грашак, тако да су они који су добили кришке у којима се налазе пасуљ и грашак требали бити краљ и краљица ноћних свјечаности.
У дјеловима Кента постоји традиција да је јестива декорација последњи дио Божића који се уклања у дванаестој ноћи и дијели породици, а декорација је обично отопљена чоколада Деда Мраза пронађена на задњој страни софе.
Краљевско позориште Друри Лејн у Лондону има традицију од 1795. године да обезбиједи торту за дванаесту ноћ. Тестаментом Роберта Бедлија је завјештано 100 фунти да сваке године обезбиједи колаче и пунч за компанију која је боравила у позоришту 6. јануара, што је традиција која се наставила и током 20. и 21. вијека.
У Ирској је традиција да се статуе Три краља стављају у јаслице Дванаесте ноћи или, најкасније, следећег дана, Малог Божића.
У колонијалној Америци, божићни вијенац је увијек био остављен на улазним вратима сваке куће. Када би се скинули на крају дванаест дана Божића, сви јестиви дјелови би се конзумирали са другом храном од празника. Традиција је била иста и у 19. и 20. вијеку, са воћем које је красило јелке. До свјежег воћа је било тешко доћи и стога се сматрало добрим и правим поклонима и украсима за јелку, вијенце и дом. Дрво би било оборено дванаесте ноћи, а такви плодови, заједно са орашастим плодовима и другим локалним производима који су употребљавани, би се потом конзумирали.
Модерне америчке карневалске традиције су присутне у бившим француским колонијама, посебно у Њу Орлеансу и Мобилу. Средином 20. вијека пријатељи су се окупљали на недељним забавама са краљевском тортом. Ко год је добио парче са „краљем“, обично у облику минијатурне лутке (симбол Дјетета Христа, познато као „Христос краљ“), био је домаћин забаве следеће недеље. Традиционално, пасуљ је коришћен да се одреди краљ и грашак за краљицу. Забаве усредсређене на краљевске торте су постепено престале да се приређују и краљевска торта се у 21. вијеку обично доноси на радно мјесто или се служи на забавама, а прималац пластичне бебе је обавезан да донесе следећу краљевску торту. У неким земљама, Дванаеста ноћ и Богојављење означавају почетак карневалске сезоне, која траје до дана Марди Гра.
У Шпанији, Дванаеста ноћ се зове Парада краљева, а историјски су краљеви пролазили кроз градове и дијелили слаткише.
У Француској се краљевска торта једе цијели мјесец, а колачи се разликују у зависности од региона; у сјеверној Француској се зове галете и пуњена је франгипаном, воћем или чоколадом, док је на југу више бриош са кандираним воћем.

### Потискивање
Дванаеста ноћ у Холандији постала је јако секуларизована, изгредничка и бурна да је Црква забранила јавне прославе.

### Стара дванаеста ноћ
У неким мјестима, посебно у југозападној Енглеској, Стара дванаеста ноћ се и у 21. вијеку слави 17. јануара. Тиме је настављен обичај остављања дарова на стаблима јабука на датум који је одговарао 6. јануару по јулијанском календару у вријеме промјене календара доношењем Закона о календару из 1750. године.

## У књижевности
Вилијам Шекспир је написао драму Дванаеста ноћ, која се такође зове Шта хоћеш, али није познато да ли је написао да се изводи као забава за Дванаесту ноћ, пошто нема података о околностима њеног састава. Најранија позната представа одиграла се у Мидл Темпл Холу, једној од гостионица Суда, у ноћи Сретења, 2. фебруара 1602. године. Представа садржи много елемената који су супротни традицији Дванаесте ноћи, као што су жена Виола која се облачи у мушкарца и слуга Малволио који замишља да може да постане племић.
Маска црнила Бена Џонсона изведена је 6. јануара 1605. у палати Банкетинг у Вајтхолу. Пратеће дјело, под називом Маска љепоте, изведено је у истом двору у недељу увече после Дванаесте ноћи 1608. године.
Пјесма Роберта Херика под називом Дванаеста ноћ или Краљ и краљица, објављена 1648. године, описује избор краља и краљице током свјечаности од пасуља и грашка у колачу од шљива, као и омаж који им је указан исушивањем здјела од „јагњеће вуне“, пићем од шећера, мушкатним орашчићем, ђумбиром и пивом.
Божићна пјесма Чарлса Дикенса из 1843. укратко помиње Скруџа и дух божићног поклона који посјећују дјечију забаву Дванаесте ноћи.
У 6. поглављу романа Харисона Ејнсворта из 1858. године, под називом „Мервин Клитеро“, истоимени јунак приче је изабран за Краља свјечаности на прославама Дванаесте ноћи одржане у штали Тома Шекшафта тако што је добио парче колача од шљива који садржи пасуљ; његова сапутница Сиси добила је грашак и постала је краљица и они сједе заједно у високом углу да гледају свјечаност. Дистрибуција је намјештена како би се спријечило да друга особа добије улогу. Свјечаности обухватају сеоске плесове, представљање „Плуга будале“, плуга обложеног тракама које је у шталу донијело неколико мумера, заједно са гротескном „Старом Беси“ (коју глуми мушкарац) и Будалом обученом у животињску кожу са смијешним шеширом. Мумери носе дрвене мачеве и мачују се. Сцену у роману је илустровао Хаблот Најт Браун („Физ“). Током вечери, лудорије будала изазивају тучу, али Мервин успоставља ред. Три чиније пунча се бацају. У једанаест сати младићи раде што је потребно да дјевојке безбедно оду кући преко поља.
У краткој причи Џејмса Џојса из 1914. године, под називом Мртви, последњој у његовој колекцији приповјетки под називом Даблинци, радња почиње на Дванаесту ноћ или Богојављенско вече и протеже се до раних јутарњих часова, до самог Богојављења. Критичари и писци причу сматрају најбољом кратком причом на енглеском језику, као и једном од најбољих кратких прича икада написаних. Његове адаптације укључују представу, бродвејски мјузикл и два филма. Прича почиње ужурбаним и раскошним годишњим плесом који воде Кејт Моркан и Џулија Моркан, тетке Габријела Конроја, главног лика. Током свјечаности, низ мањих обавеза и непријатних сусрета оставља Габријелу осјећај нелагодности, изазивајући сумњу у себе или барем сумњу у особу којом се представља. Та нелагодност се изоштрава током говора на вечери у којем он грандиозно размишља да ли ће због тога што живе у скептичном и добу мученом мислима, генерацији која тренутно постаје пунољетна у Ирској, почети да „недостају они квалитети хуманости, гостољубивости, љубазног хумора који су припадали старијим данима“. Убрзо се наставља добро расположење и пјевање. Габријел и његова супруга Грета полазе у хотел у раним јутарњим часовима. Та дестинација је Габријелу распламсала и еротску могућност и дубоку љубав. У хотелу, Грета, дирнута пјесмом коју су управо чули на забави, открива кроз плач тајну коју је дуго задржавала, а која је на тренутак разбила Габријелово осјећање топлине, остављајући га потресеним и збуњеним. Након што Грета заспе, Габријел, још увијек задивљен емоционалним трагом њеног открића, гледа кроз прозор у снијег који пада и доживљава дубоко и обједињујуће богојављење, оно које помирује страхове, сумње и фасаде које су га прогањале све вријеме током вечери и, чини се да препознаје ток свог живота до те тачке.